# Ганна Арендт (фільм 2012)
Ганна Арендт (англ. Hannah Arendt) — біографічний фільм режисерки Маргарете фон Тротта, заснований на фактах з життя американської письменниці, викладачки, політологині Ганни Арендт. Прем’єра фільму відбулася на міжнародному кінофестивалі у Торонто 08 вересня 2012 року.

## Сюжет
Фільм починається із затримання в Аргентині нациста Адольфа Айхмана ізраїльською розвідкою для його подальшого засудження за скоєння воєнних злочинів.
Ця новина стає відомою Ганне Арендт, викладачці Колумбійського університету, співробітниці видання The New Yorker, дослідниці Голокосту. Свого часу вона разом із чоловіком була змушена тікати з гітлерівської Німеччини та деякий час провела у таборі переміщених осіб.
Ганна береться дослідити судовий процес над Айхманом та написати статтю для видання. У статті Айхман представлений людиною, яка через дотримання бюрократичних правил позбавлена будь яких ознак особистості та, внаслідок цього, скоювала злочини без будь яких особистих мотивів.  Натомість постає питання провини керівників неурядових організацій, які займалися рятуванням євреїв та підтримували контакти із нацистами.
Стаття Арендт викликає шалену критику та звинувачення у зраді та спроби виправдання нацистів.
Задля роз’яснення своєї позиції, Арендт виступає перед студентами та викладає власне бачення того, що вона вважає «банальністю зла». 

## Сприйняття
За оцінкою видання The Paris Review: «Зняти фільм про мислителя – це виклик; зробити це доступним і захоплюючим способом — це тріумф». 

## Відзнаки та нагороди
- Премія Міжнародного кінофестивалю у Вальядоліді (Іспанія) у номінації «Кращий фільм», 2012[4];
- Баварська кінопремія за кращу жіночу роль, 2013[5];
- Золота нагорода Німецької кінопремії за кращу жіночу роль, 2013;
- Срібна нагорода Німецької кінопремії у номінації «Видатний художній фільм», 2013[6];
- Премія Гільдії німецьких кінотеатрів у номінації «Кращий німецький фільм», 2013[7].